# Velika Popina
Velika Popina falu Horvátországban Zára megyében. Közigazgatásilag Gračachoz tartozik.

## Fekvése
Zárától légvonalban 66, közúton 88 km-re északkeletre, községközpontjától légvonalban 15, közúton 24 km-re keletre, Lika déli részén, a Velebit-hegységben fekszik.

## Története
Területe már az ókorban lakott volt, ezt bizonyítják a határában található halomsírok, melyeket valószínűleg az illírek egyik törzse a liburnok építettek. A török kiűzése (1685) után pravoszláv lakossággal betelepült likai falvak közé tartozik. A településnek 1857-ben 1178, 1910-ben 1373 lakosa volt. 1874-ben az osztrák hatóságok vízvezetéket építettek, melyet a 994 méter magasan levő Ljubovo-forrástól 2800 méter hosszan vezettek be a falu első házáig. Itt, valamint 1500 méterrel arrébb az iskola előtt kifolyót és itatót építettek. Az építmény betonból készült, melyhez a kerámia csöveket kompoljei fazekasokkal készíttették. Pravoszláv temploma 1874-ben épült. Az első világháború után előbb a Szerb-Horvát-Szlovén Királyság, majd Jugoszlávia része lett. 1991-ben csaknem teljes lakossága szerb nemzetiségű volt. Lakói még ez évben csatlakoztak a Krajinai Szerb Köztársasághoz. A horvát hadsereg 1995 augusztusában a Vihar hadművelet során foglalta vissza a települést. Szerb lakói elmenekültek.. A településnek 2011-ben 71 lakosa volt. Határában 2011-ben szélerőműparkot létesítettek.

## Lakosság
| Lakosság változása | Lakosság változása | Lakosság változása | Lakosság változása | Lakosság változása | Lakosság változása | Lakosság változása | Lakosság változása | Lakosság változása | Lakosság változása | Lakosság változása | Lakosság változása | Lakosság változása | Lakosság változása | Lakosság változása | Lakosság változása |
| ------------------ | ------------------ | ------------------ | ------------------ | ------------------ | ------------------ | ------------------ | ------------------ | ------------------ | ------------------ | ------------------ | ------------------ | ------------------ | ------------------ | ------------------ | ------------------ |
| 1857               | 1869               | 1880               | 1890               | 1900               | 1910               | 1921               | 1931               | 1948               | 1953               | 1961               | 1971               | 1981               | 1991               | 2001               | 2011               |
| 1.178              | 1.586              | 1.137              | 1.218              | 1.385              | 1.373              | 1.552              | 1.518              | 1.144              | 1.074              | 921                | 710                | 435                | 352                | 53                 | 71                 |

## Nevezetességei
- Podmila nevű településrészén áll Szent Illés próféta tiszteletére szentelt szerb pravoszláv temploma,[4] melyet a bejárat feletti kőtábla feliratának tanúsága szerint 1876-ban építettek. A második világháború során súlyosan megrongálódott, de később újjáépítették. A templom a Veliko popinnai mező nyugati szélén, a Gradina-hegy lejtőin található, a település azon részén, amelyet az emberek Kasarnak hívnak. A templom kőből épült, sokszögű apszissal és a homlokzat feletti harangtoronnyal. Főhomlokzata késő barokk stílusú, sarkain pilaszterekkel, a harangtorony sekély rizalitját a földszinttől boltíves, kőkeretes bejárati ajtó,  a kórus szintjén levő ablak és harangok szintjén, mind a négy oldalon található, kőkeretes monoforáma tagolja. A templom mellett, annak déli oldalán található Miloš Ličina plébános sírköve, akinek erőfeszítéseivel a templom épült. Mellette, a mezőn található a jó állapotú régi temető, sok 19. századi díszes kőkereszttel.
- Vagan, Grubišići településrészein a népi építészet jellegzetes példái láthatók.
- Velika és Mala Popina határában ókori halomsírok találhatók.
- Középkori vár romjai.